# Praefectus sociorum
Il praefectus sociorum (ovvero prefetto degli alleati dei Romani) era un ufficiale alleato dell'esercito romano.

## Storia
Se ogni legione di cittadini romani era formata da 4.200 fanti (portati fino a 5.000, in caso di massimo pericolo) e da 300 cavalieri, le unità alleate di socii, chiamate alae, poiché erano poste alle "ali" dello schieramento romano, erano, invece, costituite da un numero pari di fanti, ma superiori di tre volte nei cavalieri (900 per unità).
Ecco come Aulo Gellio ne spiega il loro significato etimologico:
(Aulo Gellio, Noctes Atticae , XVI, 4.)
Gli alleati si riunivano nello stesso luogo dei Romani e i consoli nominavano ciascuno dodici ufficiali (sei per ogni ala, similmente a quanto accade per i sei tribuni di legione), chiamati praefecti sociorum, che provvedessero alla loro organizzazione e addestramento. Essi, per prima cosa, scelgono tra i cavalieri e fanti alleati, quelli che reputano più idonei a prestare ai consoli un servizio effettivo. Queste truppe vendono chiamate extraordinarii, che significa truppe scelte. I praefecti scelgono circa un terzo dei cavalieri e un quinto dei fanti tra i socii per costituire i corpi speciali.
Sappiamo da Polibio che ai tribuni militum spettava la sorveglianza su ogni attività che si svolgesse all'interno dell'accampamento. Essi si dividevano tra loro in coppie, che rimanevano in carica, a turno, per due mesi su sei. I due tribuni di turno dovevano provvedere a tutte le necessità che gli si presentavano durante una campagna militare. Sempre secondo lo storico greco, avevano funzioni analoghe i praefecti sociorum.
Mentre i soldati dovevano obbedire ai tribuni, questi ultimi erano soggetti ai consoli. Il tribuno, e per gli alleati il praefectus sociorum, avevano il potere di infliggere punizioni, di confiscare beni e punire con la fustigazione.
Si racconta che al termine della battaglia di Benevento del 212 a.C., una volta distrutti gli accampamenti nemici, l'esercito romano fece ritorno a Benevento, dove il bottino venne venduto all'asta e poi diviso fra i soldati di ambedue gli eserciti dei consoli. Ricevettero poi i dona militaria, sia il praefectus sociorum, Vibio Acceo, sia il centurione Tito Pedanio. Tutte le altre truppe alleate sono divise in due parti, che chiamano l'una, "ala destra", l'altra, "ala sinistra".